# ロシア将来航空母艦
ロシア将来航空母艦（-しょうらいこうくうぼかん　ロシア語: Перспективный Авианосец　ペルスペクチーヴヌィ・アヴィアーノーセツ）は、ロシア海軍が建造を計画している航空母艦。2030年頃の就役が見込まれている。

## 概要
ソビエト連邦崩壊による軍事予算の激減によりロシア海軍の艦艇稼働率は大きく低下、唯一残った空母「アドミラル・クズネツォフ」もまともに稼働できない状態だった。しかし、2000年に成立したプーチン政権は海洋権益を守る力を重要視、ロシア経済の回復により本格的に予算が割り当てられ、再建への一定の目処がついた。そんな中、2000年代後半より新航空母艦の建造とそれによる機動部隊の設立を計画する意見が海軍や政界に表れ始め、2007年に新空母のコンセプトの検討作業が始まった。建造費は1,000億～3,000億ルーブルと見積もられており、最終設計決定は2020年以降を予定、2024年頃に建造開始、2030年の就役が見込まれる。
新空母は3種類の規模で、原子力推進型と通常動力型が検討されており、排水量ごとに以下のようになる。
- 軽航空母艦（排水量50,000t未満）、搭載機30機前後
- 中航空母艦（排水量55,000～65,000t）、搭載機50～55機
- 重航空母艦（排水量80,000～85,000t）、搭載機70機

旧来の重航空巡洋艦のような対艦ミサイル等の重武装は装備せず、純粋な航空母艦として設計される。また、カタパルトを採用する場合は、ソビエト連邦時代にクリミア半島の艦上機訓練施設「ニートカ」に設置した蒸気カタパルト「マヤーク」ではなく、新開発の電磁式カタパルトを採用する。
艦載機は「アドミラル・クズネツォフ」で運用している機体の他に、ロシア空軍向けにスホーイで開発中の第5世代戦闘機Su-57の艦載仕様や新規開発のV/STOL機が予定されており、早期警戒機もKa-31早期警戒ヘリコプターから固定翼AEW機となる予定である。

### V/STOL案
MAKS（国際航空宇宙サロン）-2017にて、国防次官ユーリー・ボリソフは新たな航空巡洋艦の搭載機として新世代V/STOL機の開発が検討されていると発表。続いて海軍航空隊司令官イーゴリ・コジンはV/STOL機の開発が2018～2025年の軍備プログラムで行われると述べた。開発はヤコブレフが担当、開発中止されたライン（Yak-141やその発展型Yak-43、Yak-201等）を使用するとしている。この機体が採用される場合、搭載空母はかつてのキエフ級のようなV/STOL軽空母になる可能性が高い。
2018年4月5日、『Mil.Press FLOT』(フロートコム)のインタビューに対し、『クリーモフ設計局』((OKB-26)の設計主任ユーリー・シモチンは「ロシア海軍向けの新型 V/STOL機はSu-57のIzdeliye 30エンジンのガス発生器(エンジンコア)をベースにした新型エンジンを搭載予定」と述べた。
2018年8月24日、インテルファクス通信のインタビューに対し、『統一航空機製造会社』(OAK)の副総裁(新技術担当)・設計主任セルゲイ・コロトコフは「プロトタイプを含めたV/STOL機に関する複数の作業を既に開始している。ロシアで唯一のV/STOL機の設計技術を有するヤコブレフの科学技術は、現在でも最高水準にあると我々は考えている」と述べた。

## 設計案
2019年現在、設計局より数種の設計案が公開されている。

### 将来航空母艦
サンクトペテルブルクの企業が設計したロシア初の原子力空母コンセプト。
当初案では、インドに売却する「ヴィクラマーディティヤ」をベースに原子力化した空母（改ヴィクラマーディティヤ級）が想定されており、排水量40,000トン～50,000トンのSTOBAR空母としていた。後に計画は拡大、最終的にソビエト連邦時代の ウリヤノフスク級をベースにスキージャンプやグラニート対艦ミサイル用のVLSを排して、フラットになった艦首とアングルド・デッキに合計3条の蒸気カタパルトを装備する排水量50,000～60,000トンのCATOBAR空母案が提出された。
2012年に海軍から時代遅れの艦だと非採用を受け、以降はソ連時代に空母設計実績のあるクルィロフ国立研究所 とネヴァ川計画設計局が新たな空母の設計を開始した。

### プロジェクト23000E
（ロシア語: Авианосцы проекта 23000Э　アヴィアーノースツィ・プルァイェークタ 23000E）
クルィロフ国立研究所が設計し、IMDS（国際海洋防衛ショー）-2013でモデルを公開、続くIMDS-2015で詳細が発表された重航空母艦タイプの多目的コンセプト。コード名「シトルム（またはシュトールム　Шторм　嵐の意）」。

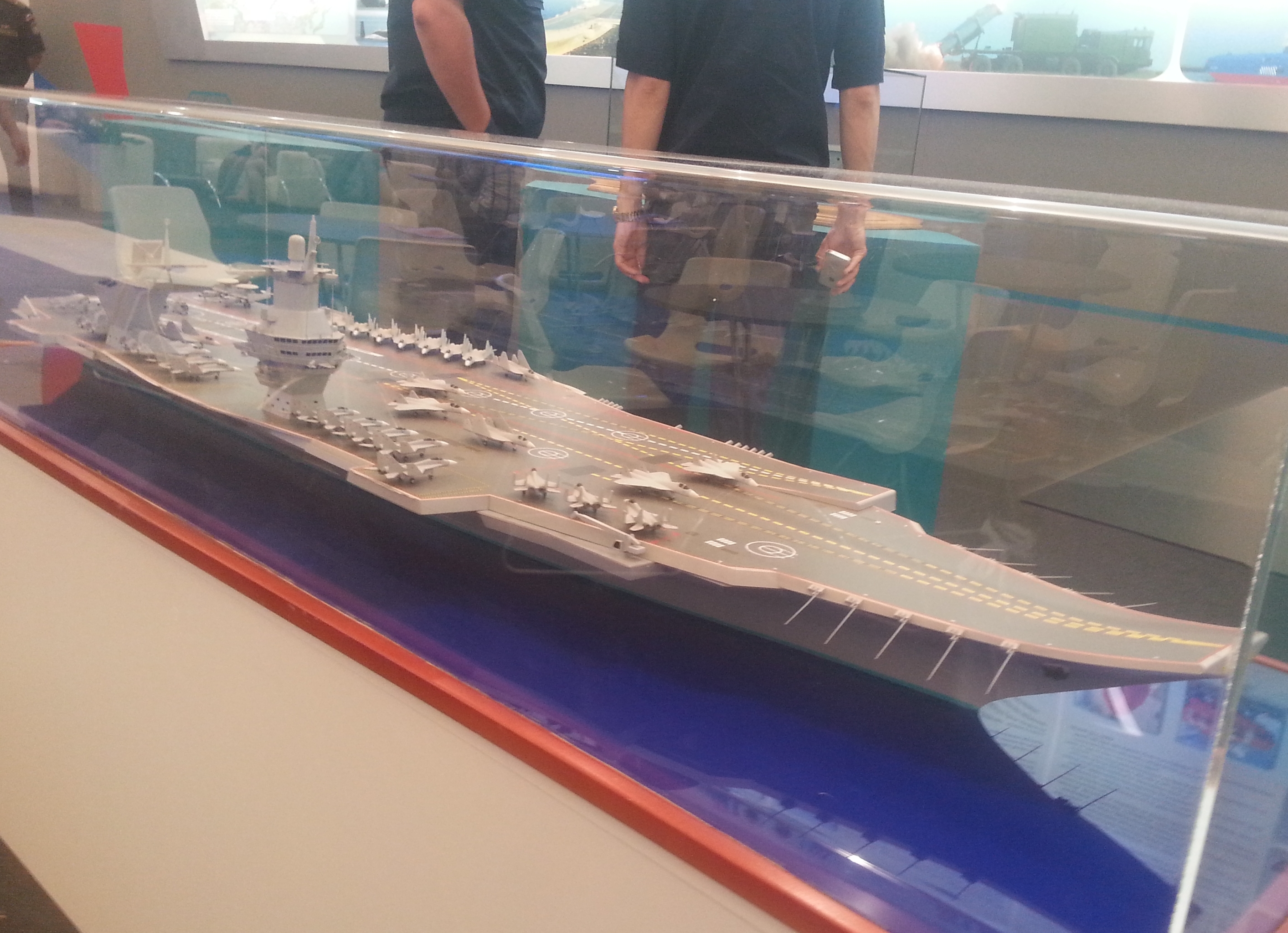
Army2015 国際軍事技術フォーラムでのプロジェクト23000Eの模型。

排水量90,000～100,000トン、全長330メートル、幅40メートルとアメリカ海軍のフォード級空母に匹敵する巨艦であり、技術的挑戦も多く、電磁式カタパルトやツイン・アイランドといった先進技術やアングルド・デッキにも装備されたスキージャンプ（艦首の物に比べて角度は緩め）等を持つ。ウリヤノフスク級では艦首とアングルド・デッキでスキージャンプとカタパルトを個別に装備していたが、本コンセプトでは電磁式カタパルトとスキージャンプは直列に配置されている。
主機関は通常動力としているが原子力推進への換装も可能である。採用された場合は、コンセプトをもとに船舶の設計に詳しいネフスコイエ計画設計局が再設計することになる。

### プロジェクトLMA
軍事博覧会『アルミヤ-2018』にてクリロフ国立科学研究センターが公開した通常動力の軽多目的航空母艦（Light Multipurpose Aircraftcarrier　ロシア語:легкого многоцелевого авианосца）の概念モデル。名目上は輸出用だが、国内発注も考慮している。小さい排水量で、重航空母艦のような広い飛行甲板の実現をコンセプトとする。一部メディアでは「シトルム-KM」と呼んでいる。
艦型はステルス性を配慮して、アメリカのフォード級のようにアイランドを除く大部分が左右対称に配置されている。発着艦はSTOBAR方式。三基あるエレベータは艦尾のもの以外はインボード式となっている。スペックは満載排水量44,000トン、全長304メートル、全幅78メートル、ガスタービン機関出力110,000馬力(速力28ノット、航行期間60日)、搭載機46機と、現行の「アドミラル・クズネツォフ」から大きく排水量を下げるが、航空機運用能力はほぼ維持される。これを実現するために主船体には半カタマラン（船首は普通の船と同様にモノハル（単胴）だが、途中から艦尾にかけてカタマラン（双胴）となっており、ちょうど人の字のようになっている。この上に艦上構造物の格納庫や飛行甲板を置くことで広いペイロードが確保される）を採用しており、水中抵抗の低減や動力への要求値の低下につながっている。
艦載機は重戦闘機（Su-33）、軽戦闘機（MiG-29K）、スキージャンプ発艦可能な電波位置特定巡視航空機（ベリエフが特許を取得したジェット早期警戒機など）、各種ヘリコプターが設定されている。

### 中型シトルム-KM
『アルミヤ-2019』にてクリロフ国立研究センターが公開した中航空母艦の設計概念。
上記の「シトルム」と「シトルム-KM」を足して割ったような設計となっており、詳細はIMDS-2019で公開するとしている。
満載排水量は76,000トン。主機を原子力として、補機にガスタービンエンジンを備える。発艦方式は電磁カタパルトとスキージャンプの複合で、パイロットへの過負荷を2Gまでに低減。セミ・カタマラン船体の採用により、「シトルム」より多い搭載機100機を実現する。戦闘力はニミッツ級航空母艦に迫るとしている。

### プロジェクト11430E
ネヴァ川計画設計局が設計、IMDS-2019で公開した重航空母艦の概念設計。コード名「ラマンチーン」。
プロジェクト1143.7ウリヤノフスク級をベースに設計されており、排水量80,000～90,000トン、全長350メートル、全幅41メートル、吃水12メートル、原子力推進（最大速力30ノット、航行期間120日）。艦首にスキージャンプ、アングルド・デッキにカタパルト2条を装備するが、カタパルトは蒸気式から電磁式に変更されている。乗組員は2,800名+航空要員800名。就航期間は50年以上。防空ミサイルとしてパーンツィリMやリドゥートが装備される。
艦載機は重戦闘機及び軽戦闘機、艦載ヘリコプター、遠距離電波位置測定探知航空機を含む60機。更に10機の無人機の搭載が予定されている。

### ユニバーサル・マリン・シップ
ネヴァ川計画設計局が2021年の創立90周年に公開した設計概念。統合プラットフォームに基づいて設計されており、空母、強襲揚陸艦、輸送船、病院船など、さまざまな種類の大型艦に派生建造できる。軽航空母艦型は「ヴィラン」（コモドオオトカゲ）と呼ばれる。
排水量45,000トン、全長250メートル、全幅65メートル、喫水9メートル、ガスタービン通常動力推進、最大速力26ノット。最大50機の航空機を搭載（24機の多目的戦闘機（MiG-29K系統）、6機のヘリコプター、無人航空機20機）。コンセプトアートでは2条のカタパルト、アングルド・デッキ、アレスティング・ギアを備えたCATOBAR方式となっている。上記の大型空母の補佐を目的としており、共通船体モジュールを採用することで大規模な造船所の建設や設備の近代化することなく、既存の造船所で建造することが可能になる。また、多数の船体ブロックの連続した建造により、コスト削減と建造スケジュールの最適化がなされるとされている。

#### ユニバーサル・ランディング・シップ
ユニバーサル・マリン・シップの派生で強襲揚陸艦型。
2020年に起工したプロジェクト23900強襲揚陸艦とは異なっており、排水量30,000トン、全長220メートル、全幅42メートル、喫水7メートル。速力24ノット。飛行甲板には7つのヘリ発着スポットが設定されている。

## 主機
当初、動力に関しては各排水量ごとに通常推進（ガスタービン等）と原子力推進の2つのタイプが検討されていたが、ロシア海軍の要求により、2015年には原子力推進を採用することで確定した。
搭載原子炉は2016年に進水した原子力砕氷船「二代目アルクティカ」（プロジェクト22220）搭載の小型モジュール炉（SMR）RITM-200（熱出力175MW、電気出力60MW）ないし原子力砕氷船「LK-110Ya級原子力砕氷船」（プロジェクト10510）に搭載予定のRITM-200系列の改良発展型原子炉RITM-400（熱出力315MW、電気出力110MW）が有力視されている。
ただし、V/STOLの新規開発により空母への要求が下がっていることや流体動力学の発展から、研究センターでは輸出用空母や軽空母であれば、フリゲート艦に採用されているガスタービンエンジンM90FR(27500馬力)などを複数積むことで必要出力を達成できると提案している。

## 建造
ソビエト連邦崩壊により、それまで空母を建造してきた黒海造船工場は独立したウクライナに接収されてしまった。このため、ロシアは空母の建造能力も失っており、唯一保有する空母「アドミラル・クズネツォフ」のメンテナンスもムルマンスクの大型浮きドックPD-50で行っている状態である。
現在、ロシアでは国内造船所の近代化・拡張工事を進めており、フランスからミストラル級強襲揚陸艦購入の対価として大型艦のブロック工法技術の再修得や、インドへ売却する退役したSTOVL空母キエフ級「バクー」をSTOBAR空母「ヴィクラマーディティヤ」へ大改装するなど造船技術の向上に努めている。将来、空母を建造できる造船所の候補として、セヴェロドヴィンスクのセヴマシュやサンクトペテルブルクのバルチック造船所とセヴェルナヤ造船所が上がっている。また、2014年クリミア危機でウクライナからロシアへクリミア半島が編入したことで、世界最大クラスの乾ドックを保有するケルチのザリフ造船工場もロシア所有となっており、有力候補となった。